# Боев, Иван Тихонович
Иван Тихонович Боев (5 ноября 1924 ― 27 сентября 2017) ― советский и российский общественный хозяйственный деятель, участник Великой Отечественной войны, полковник вооружённых сил СССР, почётный гражданин города Дзержинска.

## Биография
Родился 5 ноября 1924 года в селе Большая Боёвка Липецкой области в крестьянской семье. Отец - Тихон Иванович, на момент рождения Ивана ему было 61 год; мать - Марфа Дмитриевна, ей было 40 лет. Завершил обучение в школе, но провалил экзамен в техникум в Ельце. Вернулся домой и с 1940 года стал работать счетоводом в колхозе "Искра". В декабре 1941 года село оказалось на несколько дней на оккупированной территории. В феврале 1942 года был призван в Красную Армию. С июня 1942 года находился на фронте в 635-м стрелковом полку, в составе 143-й Конотопско-Коростельской Краснознаменной ордена Суворова II степени Стрелковой дивизии Брянского Центрального I Украинского и I Белорусского Фронтов.
Прошёл по передовой Великой Отечественной войны от города Елец Липецкой области до Варшавы (Польша). Там был тяжело ранен. После излечения, в декабре 1944 года, направлен для прохождения дальнейшей службы  в Железнодорожные войска Советской Армии. 29 лет в общей сложности прослужил в рядах Советской Армии, прошёл путь от рядового красноармейца до подполковника – секретаря парткома.
Завершил обучение в Ленинградском Краснознаменном ордена Ленина военном училище железнодорожных войск, позже окончил центральные курсы политсостава Советской Армии и военного морского флота в Смоленске, также обучался в вечернем Университете Марксизма – Ленинизма. Заочно прошёл обучение и с успехом закончил исторический факультет Горьковского педагогического института.
Уволившись с военной службы в 1970 году, на протяжении 16 лет трудился в Исполкоме Дзержинского городского совета народных депутатов[кем?]. С 1986 года участник ветеранского движения, с 1996 года был избран первым заместителем председателя Городского Совета ветеранов. В 1998 году стал председателем городского Совета ветеранов – Членом президиума областного Совета ветеранов. В этой должности находился до 2010 года. Активно защищал и помогал ветеранам труда и военной службы. 
По его предложению и с его личным участием были изданы очерки «Герои - Дзержинцы» - к 60-летию начала Великой Отечественной войны и очерки «Живая память», к 60-летию Великой Победы. Был занесен в Книгу Почета заслуженных ветеранов Нижегородской области.
Решением Дзержинских городских депутатов удостоен звания «Почётный гражданин города Дзержинска Нижегородской области». 
Проживал в городе Дзержинске Нижегородской области. Умер 27 сентября 2017 года.

## Награды и звания
- Орден Отечественной войны II степени
- Медаль За отвагу
- Медаль «За боевые заслуги»
- Медаль "За освобождение Варшавы"
- Медаль «За победу над Германией в Великой Отечественной войне 1941—1945 гг.»
- Медаль «За безупречную службу»
- другими медалями

- Почётный гражданин города Дзержинска Нижегородской области.